# IC 2714
IC 2714 — галактика типу II3m () у сузір'ї Кіль.
Цей об'єкт міститься в оригінальній редакції індексного каталогу.